# خژنه
خژنه (به لهستانی:  Chyżne) یک روستا در لهستان است که در گمینا یابوونکا واقع شده‌است. خژنه ۱٬۲۰۰ نفر جمعیت دارد.